# Alfred Hugenberg
Alfred Hugenberg (Hannover, 19 giugno 1865 – Kükenbruch, 12 marzo 1951) è stato un politico e imprenditore tedesco.
Figlio di Karl Hugenberg, membro del parlamento prussiano, studiò legge a Gottinga, Heidelberg e Berlino ed Economia a Strasburgo. Nel 1900 sposò una sua cugina di secondo grado, Gertrud Adickens.
Dopo aver avuto numerosi incarichi nell'amministrazione, nelle banche e nell'industria dell'acciaio, a partire dal 1916 Hugenberg iniziò a costruire quello che sarebbe diventato il noto colosso Hugenberg-Konzern, un'azienda con interessi nell'editoria, nel cinema e nella stampa, compresi giornali e agenzie pubblicitarie. All'inizio degli anni venti, Hugenberg esercitò una grande influenza sulla stampa di destra in Germania con la casa editrice Casa Scherl.

## L'esperienza nel DNVP
Nel 1918 Hugenberg aderì al Partito Popolare Nazionale Tedesco (Deutschnationale Volkspartei, DNVP), che rappresentò all'Assemblea nazionale che nel 1919 avrebbe stilato la Costituzione della Repubblica di Weimar. Più tardi avrebbe rappresentato il partito anche nel Reichstag, il Parlamento repubblicano, nel quale restò fino al 1945, anche quando il DNVP, nel 1933, si dissolse nel Partito Nazionalsocialista dei Lavoratori Tedeschi (NSDAP).
E dopo la disastrosa sconfitta che nel 1928 il DNVP subì alle elezioni, Hugenberg diventò segretario del partito, che spinse su posizioni oltranziste e di critica aperta alla Repubblica di Weimar: posizioni molto più a destra di quelle del suo predecessore, Kuno von Westarp, fino ad un'alleanza col NSDAP, siglata nel 1929, che portò un'ala del partito guidata proprio da von Westarp alla scissione e alla creazione del Konservative Volkspartei (KVP, in italiano Partito popolare conservatore).
La speranza di Hugenberg era di sfruttare il nazionalismo radicale per restituire smalto al partito, ed eventualmente superare la Costituzione di Weimar ed instaurare una nuova forma autoritaria di governo. Sotto la guida di Hugenberg il DNVP smorzò e poi abbandonò anche l'accento monarchico che l'aveva contraddistinto nei suoi primi anni.

## L'ascesa del nazismo
Nel 1931, il DNVP, il NSDAP e l'organizzazione paramilitare Stahlhelm si fusero nell'Harzburger Front (Fronte Harzburg), una coalizione che si oppose al governo di Heinrich Brüning e diede la spinta decisiva al NSDAP per arrivare al governo. L'anno successivo, vista anche la crescita del NSDAP, Hugenberg decise di sostenere Franz von Papen, ma nel 1933, quando Adolf Hitler divenne Reichskanzler (Cancelliere), Hugenberg, forse sperando che la scalata al potere di Hitler non sarebbe durata a lungo, entrò nel primo governo del Führer come ministro dell'Economia, dell'Agricoltura e dell'Alimentazione.
Ma nel mese di giugno dello stesso anno il segretario del DNVP fu costretto alle dimissioni, e da allora fino al 1944 fu costretto a vendere, pezzo dopo pezzo, tutte le sue compagnie che si occupavano di media. Dopo la guerra, Hugenberg fu fatto prigioniero dalle truppe britanniche. Morì pochi anni dopo, il 12 marzo 1951, a Kükenbruch, nei pressi di Rinteln.
Famoso per una sua frase: "Incastreremo Hitler ... Tra due mesi l'avremo messo con le spalle al muro e si metterà a piangere".